# Jussi Penttilä
Johan „Jussi” Penttilä (ur. 2 marca 1891 w Nurmo, zm. 23 lutego 1967 w Worcester) – fiński zapaśnik. Olimpijczyk z Paryża 1924, gdzie zajął czwarte miejsce w wadze średniej, w stylu wolnym.

## Letnie Igrzyska Olimpijskie 1924
| Konkurencja       | Rundy eliminacyjne   | Rundy eliminacyjne    | Turniej o srebrny medal       | Turniej o srebrny medal | Turniej o brązowy medal | Turniej o brązowy medal | Klas. końcowa |
| Konkurencja       | 1/8                  | 1/4                   | Przeciwnik I                  | Przeciwnik II           | Przeciwnik I            | Przeciwnik II           | Miejsce       |
| ----------------- | -------------------- | --------------------- | ----------------------------- | ----------------------- | ----------------------- | ----------------------- | ------------- |
| 79 kg styl wolny. | Raymond Durr (FRA) Z | Fritz Hagmann (SUI) P | Robert Christoffersen (DEN) Z | Pierre Ollivier (BEL) P | Emile Tognetti (SUI) Z  | Vilho Pekkala (FIN) P   | 4.            |